# バーミンガム暴動 (1791年)

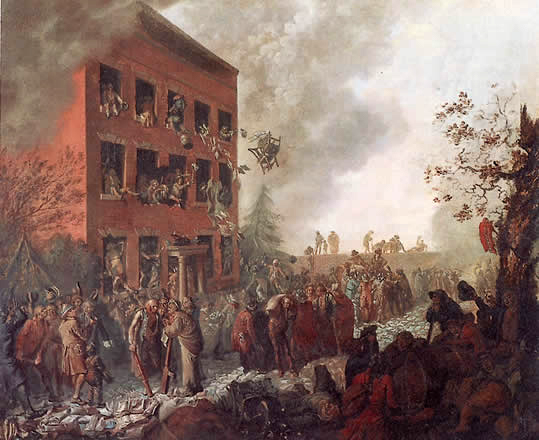
バーミンガムのスパークブルック (Sparkbrook) にあるジョゼフ・プリーストリーの自宅 (Fairhill) への襲撃 (1791年7月14日)

1791年のバーミンガム暴動 (「プリーストリー暴動」とも呼ばれる) は1791年の7月14日から17日にかけてバーミンガムで起こった暴動である。暴徒らの主な標的は非国教徒 (Dissenters) で、とりわけ神学的・政治的にもその中心的存在であるジョゼフ・プリーストリーであった。公共図書の購入をめぐる論争から、非国教徒による市民権獲得運動やフランス革命支持に対する反発など、地方レベルおよび国家レベルでの時事問題が暴動の引き金になった。
暴動はまず、フランス革命の共鳴者らによる晩餐会が行われていたバーミンガムのロイヤル・ホテル (Royal Hotel) への襲撃から始まった。暴徒らはその後、プリーストリーの教会と自宅を皮切りに、4つの非国教徒の教会、27の家屋、複数の店舗を次々と襲撃した。暴徒の多くはアルコールで泥酔していたが、それは略奪したものであったり、暴動をやめるよう買収される際に渡されたものであった。しかし、少数の中心メンバーは買収されることなく、冷静さを保っていた。暴徒らは非国教徒の家や教会だけでなく、ルナー・ソサエティのメンバーらなど、非国教徒と付き合いのあった人々の家も襲撃した。
当時の首相ウィリアム・ピット はこの暴動に直接関与したわけではなかったが、政府は非国教徒らからの救済の訴えには反応が鈍かった。バーミンガムの一部の役人が暴動の計画に加担していたとされ、彼らは後に首謀者らを裁く際にも消極的な姿勢を見せていた。実業家のジェームズ・ワットは、この暴動はバーミンガムを「二分してしまい、お互いに心底憎み合うことになった」と述べている。被害を受けた人々はバーミンガムを去り、18世紀の間産業革命の中心地の一つとして栄えたこの都市は、以前よりも保守化する結果となった。

## 歴史的背景

### バーミンガム
18世紀の間のバーミンガムは、様々な要因で暴動がたびたび起こる都市であった。1714年と1715年には国教会の権益を守るために政府を批判したかどで逮捕されたヘンリー・サシェヴェラル (Henry Sacheverell) の裁判の際、王党派の群集が暴徒化し非国教徒を襲撃した (Sacheverel riots)) 。1751年と1759年にはクエーカー教徒とメソジストが襲撃され、1780年の反カトリックのゴードン暴動 (Gordon Riots) では大量の群集がバーミンガムに押し寄せた。また、1766年、1782年、1795年、1800年には食料高騰への抗議運動が起こっている。

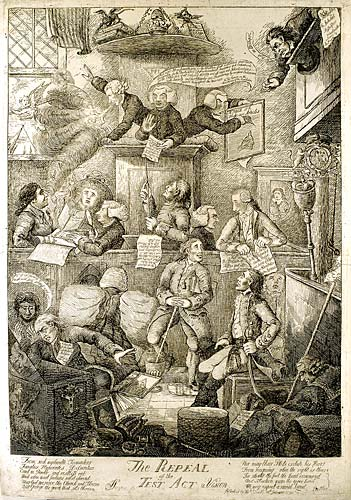
"Repeal of the Test Act: A Vision" (James Sayersによる戯画) 。左上のプリーストリーが演壇から異端者の煙を吐き出している。

ただし、1780年代までは宗教的対立はバーミンガムのエリート層の分断を生むことはなかった。非国教徒とイギリス国教会信徒は折り合いをつけてうまく生活していた。彼らは同じ民生推進委員会 (promotional committee) に参加し、ルナー・ソサエティを足場に科学的関心を共有するなど、地域の政治や経済の維持発展に関して協力的関係にあった。
しかし、プリーストリーを襲った暴動の後、彼はAn Appeal to the Public on the Subject of the Birmingham Riots (1791) において、こうした協力体制は実際にはこれまで一般に信じられているほど友好的なものではなかった、と述べている。プリーストリーが明らかにしたところによると、地元図書館のサンデイ・スクールズ (Sunday Schools) や教会への参加をめぐる議論で非国教徒は国教徒と対立することになった。文房具業者でバーミンガムの歴史家であるウィリアム・ハットン (William Hutton) はNarrative of the Riots in Birmingham (1816) において、5つの出来事が宗教的対立の火をつけたとしている。すなわち、地元図書館にプリーストリーの著作を所蔵するかどうかの議論、非国教徒らによる審査法 (Test and Corporation Acts) 撤回の運動、プリーストリーを中心とした神学論争、扇動的なビラ、そしてフランス革命勃発を祝う晩餐会、である。
審査法は非国教徒がオックスフォード大学やケンブリッジ大学に入学したり公職に就くことを認めないなど、彼らの市民権を制限するものであった。バーミンガムの非国教徒がこの審査法の撤回を求めて運動を起こし、とりわけ1787年あたりからこうした運動のためだけに結成された非国教徒団体が登場するようになると、地域のエリート層が先導していた表面上の連帯が崩れ出した。プリーストリーのようなユニテリアンは撤回運動の第一線に立っており、イギリス国教会の信徒らは神経を尖らせるようになった。ただし、こうした運動は1787年、1789年、1790年に起こったものについては失敗している。
プリーストリーはこうした運動への支持を表明しており、またAn History of the Corruptions of Christianity (1782) やHistory of Early Opinions concerning Jesus Christ (1786) でユニテリアニズムを擁護し、マリアの処女懐胎、三位一体、贖罪の教義などを批判して国教会と対立する立場を鮮明にしたために、市民の怒りを掻き立てた。1790年2月にはすでに、非国教徒らによるフランス革命の思想の流入に危機感を懐き、それに反発する組織が結成されている。暴動の1か月前、プリーストリーは普通選挙と短期議会の開催を実現させるための改革運動団体 Warwickshire Constitutional Societyにジェームズ・ワットやマシュー・ボールトンらルナー・ソサエティのメンバーを入れようとしていた。試み自体は失敗したが、こうした動きはバーミンガム内の緊張を高めた。
また、こうした対立には政治的・宗教的背景に加え、経済的要因も関係していた。下層階級の労働者と上流階級の国教会エリート層はともに、中産階級の非国教徒実業家たちの経済的成功とそれに伴う権力の増大を妬むようになっていた。実業家たちは有力者の庇護下で功利的な産業・商業活動に勤しんでおり、プリーストリーも匿名で出版したAn Account of a Society for Encouraging the Industrious Poor, with A Table for Their Use (1787) において、犯罪や不道徳の温床になる貧困層を保険制度によって救済する必要性を説きながら、同時に最少の費用でいかに彼らから最大の労働力を引き出すことができるかを論じていた。その論考で借金回収の重要性が強調されていたことは、明らかに労働者を敵に回すものであった。

### フランス革命に対するイギリスの反応

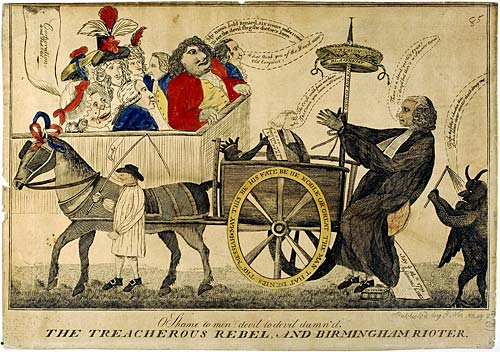
"The Treacherous Rebel and Birmingham Rioter" (1791年頃) 。反逆者プリーストリーが右側のサタンに追われている。

イギリス国内のフランス革命をめぐる論争 (Revolution Controversy) は1789年から1795年まで続いた。当初、英仏どちらの論陣も、フランスは100年前のイギリスでの名誉革命と同じ道を辿る (すなわち絶対王政がより民主的な統治形態に変わる) だろうと考えており、1789年のバスティーユ襲撃は多くのイギリス国民に好意的に受け止められていた。また、イギリスでも選挙権が拡張されたり、議会の憲法上の区分の再配置によっていわゆる腐敗選挙区がなくなるなど、さらなる政治体制の変革が起こるだろうというのが、フランス革命支持者らの展望であった。
一方、保守論陣のエドマンド・バークは『フランス革命への省察』 (Reflections on the Revolution in France (1790)) でフランスの貴族側を支持し、彼自身が所属していたホイッグ党のリベラル派閥の他の議員らと対立することになった。これを契機に革命をめぐる議論が過熱した。バークはかつてアメリカ入植者らの本国への強い反発に対して支持を表明していたため、フランス革命に対する彼の見解は国内で波紋を呼んだ。バークが貴族政、君主制、イギリス国教会を擁護したのに対し、チャールズ・ジェームズ・フォックス (Charles James Fox) らのリベラル派は革命、および個人の自由、市民道徳、宗教的寛容の実行のためのプログラムを支持し、ウィリアム・ゴドウィン、トマス・ペイン、メアリー・ウルストンクラフトらの急進派はさらに共和主義 (republicanism) 、農業制社会主義、地主階級特権の廃止といったさらなる改革プログラムの必要性を訴えた。イギリスの歴史家Alfred Cobbanはこうして勃発した革命論争を「おそらくイギリス政治の諸原理を実際に議論した最後の論争」と評している。しかし 恐怖政治やナポレオン戦争開始の後には、フランス革命の大義を支持したり、改革がイギリスにも及ぶことを信じている人はごくわずかとなり、急進派と疑われる人々は役人や世間からの疑いの標的となった。
バーミンガム暴動の引き金となった諸々の出来事は、フランス王家の逃亡と逮捕 (ヴァレンヌ事件) から1ヶ月も経たないうちに起こったものであり、その時点ではフランス革命に対する当初の見通しがすでに暗くなってしまっていた。

## 予兆

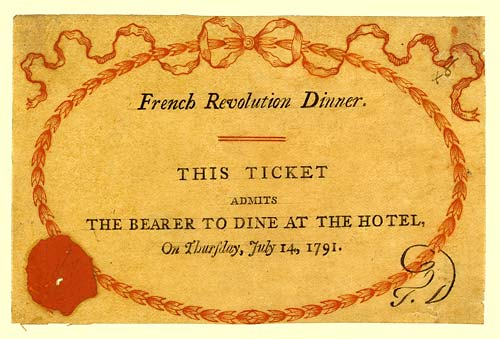
バスティーユ襲撃2周年祝賀会 (1791年7月14日) のチケット

1791年7月11日、バーミンガムの新聞において、バスティーユ襲撃の2周年目にあたる7月14日に、ロイヤル・ホテル (Royal Hotel) で革命勃発の祝賀会が開かれることが告知された。告知では「自由の友であればだれでも」参加できるとされた。

「多くの紳士が今月14日に参集し、2600万人を圧政の軛から解放し、平等な統治の恩恵を真に偉大で聡明な国民の下に取り戻したあの吉日を祝うことにします。その国民との、不変の友情に資するような自由な対話を促すことが、商業的国民である我々の利益であり、また人類の権利全般への理解者である我々の義務なのです。
予定している穏やかな祝福に参加する気のある自由の友であればだれでも、ホテルのバーで記名してください。5シリングでワイン1本つきのチケットが配られます。チケットのない方は参加できません。

晩餐会はちょうど3時から開始予定です。」
この告知と合わせて、「正真正銘の参加者リスト」が晩餐会後に公表される、という文言も添えられていた。同日、ジェームズ・ホブソン (James Hobson) という人物 が書いた「過激な革命派の (ultra-revolutionary) 」ビラが出回った (ただし、当時誰が書いたかはわかっていなかった) 。バーミンガムの役人がビラの出版とその筆者についての情報提供を100ギニーで呼びかけたが、効果はなかった。非国教徒らは自分たちの立場を守るために無実を主張し、そのビラが煽る急進的な考えを非難する必要に迫られた。7月12日には晩餐会で問題が起こるだろうということは明らかだった。7月14日の朝、「長老派に破滅を」「国教会と国王よ永遠に」といった落書きが町中に見られた。この時点でプリーストリーの友人らは彼の身を案じ、晩餐会に参加しないよう彼を説得した。

## 7月14日

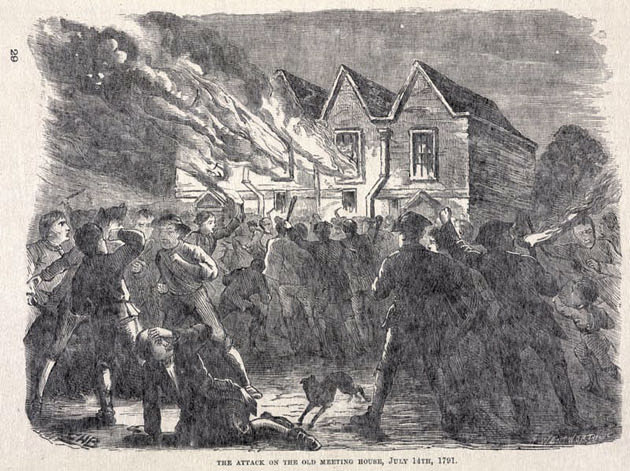
オールド・ミーティング・チャペルの破壊 (Robert Dent作、1879年)

14日はおよそ90名のフランス革命支持者らが集まった。晩餐会は国教徒の実業家でルナー・ソサエティのメンバーであったジェームズ・キアが取り仕切った。午後2時から3時頃にゲストがホテルに到着すると、60-70人からの抗議で迎えられた。参加者が食事を終える午後7時から8時頃には何百人もの群衆が集まっていた。「主にバーミンガムの職人や労働者らから呼び集められた」暴徒らは、帰宅しようとする祝賀会ゲストらに石を投げつけ、ホテルを占拠・略奪した。群集は次にクエーカー教徒の会館に移動したが、誰かがクエーカー教徒は「どんな論争にもどちらの側にも首を突っ込まない」と叫び、代わりにプリーストリーが牧師を務めているニュー・ミーティング・チャペルに向かうよう促した。その教会が燃やされて全壊した後、別の非国教徒の教会であるオールド・ミーティング・チャペルが襲撃された。
暴徒はそれからバーミンガム南東のスパーブルック (Sparkbrook) のプリーストリーの自宅Fairhillに向かった。プリーストリーはかろうじて難を逃れ、暴動の間は妻とともに非国教徒の友人らのもとに身を隠した。事件の直後、彼は自分が遠方から目撃した暴動の様子について以下のように語っている。
大変穏やかで月明かりのある晩だったので、かなり遠くまで見通すことができた。また高台にいたため、群集の叫び声、ドアや家具を破壊するために持ち出した器材の打つ音など、自宅で起こったあらゆることが聞こえてきた。2ギニーで灯りのためにろうそくを求めていた者もいたが、彼らは放火をし損ねていたのだった。家に残してきた息子は予め手を打って家の全ての明かりを消しており、友人らも近所の人に同じようにさせていた。その後、私の書庫にある巨大な発電機から火を起こそうとした者もいたがうまくいかなかったようだ。

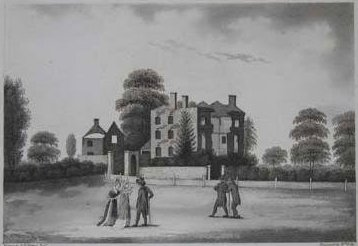
襲撃による破壊後のプリーストリー邸宅 (P. H. Witton下絵、William Ellisのエッチング)

しかし邸宅を守っていた息子ウィリアム (William Priestley) たちの努力も虚しく、結局財産は略奪され、破壊されてしまった。プリーストリーの貴重な書斎、科学研究室、草稿の大半も炎に消えてしまった。

## 7月15-17日

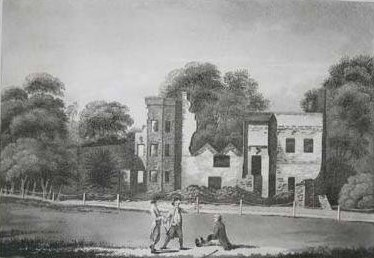
破壊後のWilliam Russellの家 (SparkhillのShowell Green) (P. H. Witton下絵、William Ellisエッチング)

アイルズフォード伯爵 (Earl of Aylesford) は14日夜の暴動に歯止めをかけようとしたが、他の判事の協力を得たにもかかわらず、群集を制御することができなかった。15日には群集は地元の監獄から囚人らを解放した。看守であったトーマス・ウッドブリッジ (Thomas Woodbridge) は暴徒の制圧のため数百人規模で協力を依頼していたが、その多くが自ら暴徒に加わった。新たに任命された保安官が現場に到着すると、群集はすぐに彼らを襲撃し、1名が殺された。地方判事と警察当局は暴徒の制圧のための手を打たず、17日に軍が到着するまで暴動法 (Riot Act) も施行しなかった。その間、Bordesley Parkにある銀行家ジョン・テイラー (John Taylor) の邸宅も焼き払わされた。
16日にはジョゼフ・ジュークス (Joseph Jukes) 、ジョン・コーツ (John Coates) 、ジョン・ホブソン (John Hobson) 、トーマス・ホークス (Thomas Hawkes) 、ジョン・ハーウッド (John Harwood) らの自宅が襲撃・放火された。バーミンガム南部のキングズ・ヒース (Kings Heath) にある非国教徒系の教会であるバプティスト・ミーティングも破壊された。ユニテリアン商人のウィリアム・ラッセル (William Russell) やウィリアム・ハットン (William Hutton) は抵抗したが、彼らの雇用人が暴徒と闘うことを拒絶したため、やはり自宅を破壊された。ハットンは後に当時の出来事を次のように回想している。
私は疫病のように忌避された。悲しみの波が私の全身を襲い、数多の力で私を打ちのめした。悲しみは次々と重苦しくなっていった。子供たちは困憊していた。妻は長い苦しみの後、死を覚悟してまで私の元を離れる決意をした。私自身は四阿で水を1杯乞うような、悲しむべき困窮を強いられるまでに落ちぶれた。15日の朝はとても裕福だったが、その晩に破滅したのだ！。
暴徒がモーズリー(Moseley)にあるジョン・テイラー (John Taylor) の自宅 (Moseley Hall) に到着すると、彼らはそれを燃やす前に、全ての家具とその時の住人であったカーハンプトン貴婦人 (Dowager Lady Carhampton、ジョージ4世の親戚であった)を家から追い出す配慮を見せた。暴徒のターゲットはとりわけ国王の政策に反対する人間であったり、国教会に順応せず国家統制に抵抗する人間であり、治安判事ジョージ・ラッセル (George Russell) 、ニュー・ミーティングの牧師サミュエル・ブライス (Samuel Blyth) 、トマス・リー (Thomas Lee) といった人々が15、16日の襲撃の対象となった。ルナー・ソサエティのメンバーで製造業者でクエーカー教徒であるサミュエル・ゴルトン・Jr. (Samuel Galton) だけは、暴徒を酒と金で買収して自宅を守った。

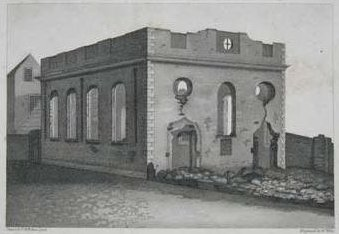
破壊後のニュー・ミーティング (P. H. Witton下絵、William Ellisエッチング)

16日午後2時頃には暴徒はバーミンガム南部のキングズ・ノートン (Kings Norton) とキングズウッド・チャペル (Kingswood Chapel) を目指した。ある見積もりでは暴徒の1つの集団には250から300人がいた。そこでも農場、邸宅、教会の焼き払いが実行された。この頃になるとバーミンガムは経済活動がストップしてしまった。
当時の記録によると、暴徒の最後の襲撃は17日の午後8時に起こった。およそ30名の筋金入りの暴徒が、国教徒でプリーストリーやキアとともにルナー・ソサエティの会合に参加していたウィリアム・ウィザリングの自宅を襲った。しかしウィザリングは予め護衛を雇っており、家を暴徒から守ることができた。17、18日に軍隊が到着して秩序が回復されると、ほとんどの暴徒は解散させられた。ただし、群集はウォリックシャーのアルセスター (Alcester) やウスターシャーのブロムズグローブ (Bromsgrove) でも暴動や破壊行為を起こしたという噂も立っていた。
同じルナー・ソサエティのメンバーであるマシュー・ボールトンとワットは、共同経営していたソーホー工場を守るため従業員に武装させた
結果的に、4つの非国教徒の教会が激しい損傷または焼失の目に会い、27の家屋が襲撃され、その他多くが略奪や放火の被害を受けた。暴動は14日のバスティーユ襲撃祝賀会に参加した人々への攻撃として始まったものだったが、その後ルナー・ソサエティのメンバーやあらゆる種類の非国教徒らにターゲットが拡大して騒動が大きくなった。

## 事後と裁判

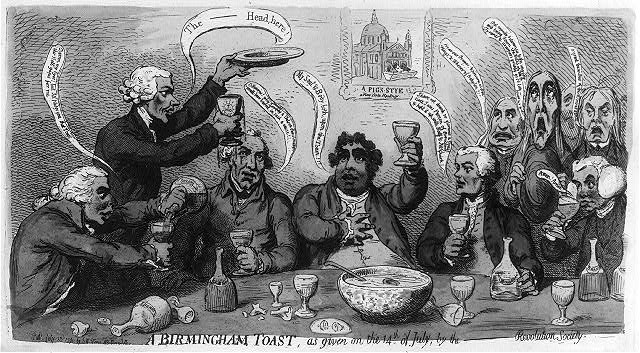
7月14日の晩餐会の戯画 (ジェームズ・ギルレイ(James Gilray)作)

プリーストリーや他の非国教徒はこの暴動について、首相のピットの支持者らが教唆したものだと考え、政府を非難した。しかし実際には、バーミンガムの役人が暴徒を組織したと考えられるような証拠がある。暴徒の一部は隊列を作って、襲撃中も役人に先導されていたようで、事前に計画されていたことに対する非難も生まれた。非国教徒の中には、暴動が起こる数日前には、自身の自宅が標的になっていることに気づいており、犠牲となる人物のリストが予め存在していたと考えるようになった人もいた。また、30人程度で構成される「暴徒の精鋭隊」が存在しており、彼らは群集を扇動しながら、自分たちは暴動の数日間冷静に状況を見ていた。また参加した何百人もの群衆と違い、彼らは破壊行為をやめさせるような買収には乗らなかった。ウィリアム・ハズリットは1791年7月後半に出た地方新聞のShrewsbury Chronicleに寄せた手紙において、この一連の暴動を非難した。プリーストリーは当時13歳だったハズリットの教師であった。

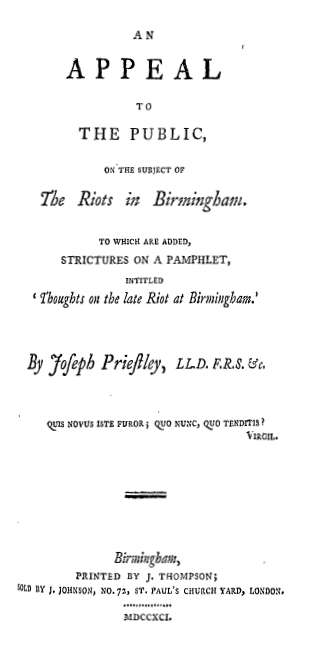
プリーストリーの“Appeal” (1791) の表紙。この論考には暴動に関しる新聞報道や手紙が転載されている。

この騒動の裏にバーミンガムの国教徒エリート層による連携があったとすれば、おそらく地元の牧師ベンジャミン・スペンサー (Benjamin Spencer) 、治安判事で地主のジョゼフ・カールズ (Joseph Carles) 、弁護士で検視官であったジョン・ブルック (John Brooke) が中心的役割を果たしていたと考えられる。カールズとスペンサーは暴動が勃発した際にそこに居合わせていたにもかかわらず、暴徒を止めようとしなかったし、ブルックは暴徒らをニュー・ミーティング・チャペルへと誘導したとされる。証言者は口をそろえて「治安判事らは暴徒に対して、人や財産に手をかけず集会所のみ襲撃する限りにおいて身の安全を保障する約束をしていた」と述べている。判事はまた、暴徒の誰も逮捕しようとせず、逮捕された者も釈放していた。こうした役人らは、政府から扇動者を裁判にかけるよう指示されていたが、重い腰をあげなかった。ようやく首謀者の裁判をせざるをえない状況になると、彼らは証言者を脅し、裁判手続きを軽視した。告発された50人の暴徒のうち、17人だけが裁判にかけられ、4人が有罪判決を受けた。そのうちの1人は放免され、2人は絞首刑となり、1人はオーストラリアのボタニー湾に流刑された。しかし、プリーストリーや知人らは、暴徒らへの判決は暴動に由来するものである以上に、他の悪事・悪名に対する制裁であると考えていた。
国王ジョージ3世は騒動の鎮圧のために軍隊をバーミンガムに送らなければならなかったが、その処置は本意ではなく、「プリーストリーは彼自身や徒党らが吹き込んだ思想で痛い目に会い、彼らの本当の姿を市民に見せたのは喜ばしいことだ」と述べている。バーミンガム在住の被害者は政府からの経済的手当てを受け、総額で23,000ポンドに及んだ。しかし手続きには数年かかえり、大半の住民は損害額に見合う手当を受け取ることができなかった。
実業家のジェームズ・ワットによると、この暴動はバーミンガムを「二分してしまい、お互いに心底憎み合うことになった」。プリーストリーは当初、バーミンガムに戻って「父よ、彼らを赦したまえ、彼らは己のしていることをわかっていないのです」(ルカによる福音書23章34句)という聖書の句に基づいた説教を行うことを考えていたが、友人たちにそれは危険すぎると説得された。
An Appeal to the Public, on the Subject of the Riots in Birmingham(1791) では以下のように聴衆に向かって訴えた。
私はあなた方と同じくイギリス人として生を受けた。非国教徒として市民生活に不利な中で苦労してきたが、長らく政府への支援に力添えしてきたし、私の相続財産は憲法や諸法に守られてきたと思っていた。しかし、全くの思い違いであった。もしあなた方が、大義があるにせよないにせよ、私のように不運にも民衆の憎悪を浴びるのであれば、同じような心境になるだろう。私の状況からお分かりのように、どんな裁判の形式もなく、犯罪や危険に対する何の通告もなく、家屋や財産が破壊され、運も尽き果ててしまうのだから。これに比べれば、かつてのフランスの拘禁令状 (Lettre de cachetや過日のバスティーユ襲撃の恐怖などいかほどのものだろうか。
この出来事で明らかになったのは、バーミンガムの国教徒のジェントリ階級は、潜在的な革命分子と見なした非国教徒に対しては暴力を使うことも厭わず、また制御不能になりうる群衆を唆すことにも抵抗がなかったということである。被害を受けた人の多くはバーミンガムを去り、暴動後バーミンガムは以前より保守化した。バーミンガムに残ったフランス革命支持者らは、翌年にバスティーユ襲撃祝賀会を開かないことを決めた。
プリーストリーと同じ非国教徒であった詩人のアナ・バーボールド (Anna Laetitia Barbauld) は1793年1月に『モーニング・クロニクル』紙 (The Morning Chronicle) に“To Dr. Priestley”という詩を寄稿し、暴動に屈しないプリーストリ―の精神を称えた。